# Cezar Malinowski
Cezar Kazimirowicz Malinowski (ukr. Цезар Казимирович Малиновський, ros. Цезарь Казимирович Малиновский, ur. 8 grudnia 1922 we wsi Kupiel w rejonie wołoczyskim w obwodzie chmielnickim, zm. 29 lipca 2002 w Kijowie) – radziecki wojskowy, pułkownik, Bohater Związku Radzieckiego (1945).

## Życiorys
Urodził się w rodzinie chłopskiej. Deklarował narodowość ukraińską. Skończył 9 klas szkoły średniej, w czerwcu 1941 został powołany do Armii Czerwonej, w 1942 ukończył szkołę wojsk pancernych w Saratowie. Od stycznia 1943 uczestniczył w wojnie z Niemcami, w 1944 został członkiem WKP(b), walczył na 1 Froncie Białoruskim jako dowódca plutonu 220 Brygady Pancernej 5 Armii Uderzeniowej w stopniu starszego porucznika. W styczniu 1945 dowodzony przez niego pluton odpierał kontrataki wroga na trasie Warszawa-Radom, zadając Niemcom duże straty; Malinowski został wówczas ciężko ranny, jednak pozostał na polu walki. Po wojnie kontynuował służbę w armii, w 1957 ukończył Wojskową Akademię Wojsk Pancernych, w 1973 został zwolniony do rezerwy w stopniu pułkownika.

## Odznaczenia
- Złota Gwiazda Bohatera Związku Radzieckiego (27 lutego 1945)
- Order Lenina
- Order Wojny Ojczyźnianej I klasy
- Order Czerwonego Sztandaru Pracy
- Order Czerwonej Gwiazdy (dwukrotnie)

I medale.